# Индийский бегун
Инди́йский бегу́н или индийский бегунок — яйценоская порода домашних уток, происходящая из Юго-Восточной Азии.

## Происхождение и история разведения
Порода индийских бегунов выведена на островах Ост-Индии около 2000 лет назад и продолжает широко использоваться в странах Юго-Восточной Азии.
Описание породы встречается в работах Чарлза Дарвина, где она упомянута в числе четырёх главных пород уток, которые были распространены во второй половине XIX века.
Индийские бегуны (ранее порода была известна под русским названием пингвинка или пингвиновая утка) использовались при создании некоторых других пород домашних уток. В советский период они составляли небольшую долю в общем поголовье уток, разводимых в колхозах и совхозах. В настоящее время их могут содержать в мелких хозяйствах.

## Внешний вид
Индийские бегуны выделяются среди других домашних уток необычной постановкой туловища: они высоко поднимают своё тело и вытягивают прямо кверху шею. Кроме того, они отличаются коротким клювом, 18-пёрым хвостом, загнутым кверху, и сравнительно более длинной плюсной. Имеют несколько цветных разновидностей.

## Продуктивные признаки
Порода относится к яичному направлению продуктивности. Самки обычно откладывают 200—250 яиц и более в год.